# Шмелёв, Александр Андреевич
Александр Андреевич Шмелёв (1906—1993) — советский геолог.

## Биография
Окончил Московский нефтяной институт (1935).
- 1936—1939 геолог, начальник геологической партии треста «Майнефть»;
- 1939—1953 старший инженер, начальник отдела Главгеологии Наркомтопа СССР, главный геолог нефтяного отдела Главного управления МВД СССР, главный геолог управления Ухтинского комбината Главвостокнефтедобычи;
- 1953—1957 главный геолог — зам. начальника Главнефтегазраз- ведка Миннефтепрома СССР;
- 1957—1963 старший инженер отдела нефтяной и газовой промышленности Госплана СССР;
- 1963—1979 начальник отдела геолого-поисковых работ Управления нефтяной и газовой промышленности СНХ СССР, главный специалист по разведке нефтяных и газовых месторождений Госплана СССР.

## Награды и премии
- Сталинская премия третьей степени (1951) — за открытие месторождений полезных ископаемых
- ордена и медали